# Варош
Реч варош је мађарског порекла и у дословном преводу значи „град” (мађ. város). Ова реч је широко одомаћена у српском језику и често се употребљава за град средње величине, а близак му је и појам варошица, која представља мали град или прелазно насеље између села и града, најчешће са трговиштем. Еквивалент у енглеском говорном подручју је town, односно у руском городской посёлок. Термин варош у политичко-административном смислу у многим државама означава специфичан статус самог насеља које се налази на административном прелазу између града и села. 
Реч варош може бити и део имена неких насеља:
- Варош (Ражањ), насеље у општини Ражањ, Србија
- Варош (Сврљиг), насеље у општини Сврљиг, Србија
- Варош (Калиновик), насеље у општини Калиновик, Република Српска, Босна и Херцеговина
- Варош (Маколе), насеље у општини Маколе, Словенија
- Варош (Прилеп) [], бивше насеље у општини Прилеп, данас у оквиру Прилепа, Северна Македонија
- Дунаујварош, град и седиште котара Дунаујварош, Мађарска

А може бити и саставни део сложенијих назива појединачних насеља и подручја:
- Нова Варош, градско насеље и седиште општине Нова Варош, Србија
- Котор Варош, градско насеље и седиште општине Котор Варош, Република Српска, Босна и Херцеговина
- Ђавоља варош, подручје заштићено као споменик природе, општина Куршумлија, Србија